# Le Secret du Lone Star
Pour plus de détails, voir Fiche technique et Distribution.
Le Secret du Lone Star est un film français réalisé par Jacques de Baroncelli et sorti en 1920.

## Fiche technique
- Titre : Le Secret du Lone Star
- Réalisation : Jacques de Baroncelli
- Scénario : Henry Kistemaekers, Jacques de Baroncelli
- Production : Delac et Vandal
- Date de sortie : 14 mai 1920

## Distribution
- Fannie Ward : Ellen Frendy
- Gabriel Signoret : Surrel
- Henri Gouget : Renard
- Henri Janvier : Dick Frendy
- Rex McDougall : Wodwood